# 주월남 공화국 대한민국 대사관
주월남 공화국 대한민국 대사관(베트남어: Đại sứ quán Hàn Quốc tại Việt Nam Cộng hòa) 또는 주남베트남 대한민국 대사관, 주베트남 공화국 대한민국 대사관은 대한민국 정부가 베트남 공화국(남베트남) 사이공(현재의 베트남 호찌민시) 응우옌주가 107번가(1975년 당시 주소)에 설치했던 대사관이다. 1956년에 남베트남과의 외교 관계 수립과 함께 설립되었으나 1975년에 베트남 전쟁의 종전과 함께 남베트남이 소멸되면서 폐쇄되었다.

## 역사
1955년 10월 25일에 바오다이를 권좌에서 몰아낸 응오딘지엠이 남베트남의 수립을 선포했다. 이에 대한민국 정부에서는 1955년 10월 27일에 남베트남을 주권 국가로 승인했다.
대한민국은 1956년 5월 23일에 남베트남과 공사급 외교 관계를 수립하고 남베트남 사이공에 주월남 공화국 대한민국 공사관을 설립했다. 1958년 3월 1일을 기해 남베트남과 대한민국 간의 외교 관계가 대사급으로 격상되면서 남베트남 주재 공관 명칭도 주월남 공화국 대한민국 대사관으로 바뀌었다.
베트남 전쟁이 막바지에 이르던 1975년에 베트남 민주공화국(북베트남)의 베트남 인민군과 남베트남의 남베트남 민족해방전선이 남베트남의 수도인 사이공으로 진격했다. 이에 대한민국 정부에서도 사이공 함락을 앞두고 있던 1975년 4월 29일을 기해 남베트남 사이공 주재 대한민국 대사관을 폐쇄하고 남베트남에 체류하고 있던 대한민국 국민들을 철수한다고 밝혔다. 이 과정에서 이대용(李大鎔) 공사, 서병호(徐丙鎬) 영사, 안희완(安熙完) 영사가 5년 동안 북베트남 군대에 억류되어 사이공에 위치한 치화 형무소에 수감되었는데 이들은 북베트남과 우호 관계에 있던 조선민주주의인민공화국 정부의 방해에도 불구하고 1980년 4월 19일에 대한민국으로 귀환했다.

## 역대 대사
- 제1대 공사: 최덕신 (崔德新, 1956년 5월 ~ 1958년 4월 4일)
- 제1대 대사: 최덕신 (崔德新, 1958년 4월 4일 ~ 1961년 10월 17일)
- 제2대 대사: 박동진 (朴東鎭, 1961년 12월 8일 ~ 1962년 8월)
- 제3대 대사: 신상철 (申尙澈, 1962년 11월 24일 ~ 1970년 12월 24일)
- 제4대 대사: 유양수 (柳陽洙, 1971년 2월 26일 ~ 1974년 3월)
- 제5대(마지막) 대사: 김영관 (金榮寬, 1974년 3월 ~ 1975년 4월 29일)

## 같이 보기
- 대한민국-베트남 관계
- 주한 월남 공화국 대사관
- 대한민국의 재외공관 목록
- 주베트남 대한민국 대사관